# Xã Grant, Quận Vermilion, Illinois
Xã Grant (tiếng Anh: Grant Township) là một xã thuộc quận Vermilion, tiểu bang Illinois, Hoa Kỳ. Năm 2010, dân số của xã này là 6.028 người.